# Scooby Doo
Scooby Doo (lub Scooby-Doo) – amerykańska franczyza medialna, obejmująca seriale i filmy dla dzieci, w większości animowane. Pierwszy serial, Scooby Doo, gdzie jesteś?, został stworzony w 1969 roku przez Joego Ruby’ego i Kena Spearsa dla studia Hanna-Barbera. Głównymi postaciami franczyzy są mówiący dog niemiecki Scooby Doo oraz czworo nastolatków: Fred Jones, Daphne Blake, Velma Dinkley i Kudłaty Rogers, a w niektórych programach (głównie w latach 80.) dodatkowo siostrzeniec Scooby’ego, Scrappy Doo. Bohaterowie rozwiązują zagadki kryminalne, związane z przestępcami przebranymi za duchy, rzadziej z udziałem zjawisk nadprzyrodzonych.
W związku z sukcesem Scooby Doo, gdzie jesteś? studia Hanna-Barbera (do 2001 roku) i Warner Bros. Animation (od 1998 roku) wyprodukowały serię jego spin-offów. Do 1973 roku seriale o Scoobym Doo były emitowane przez CBS, zaś w latach 1976–1991 przez ABC. Produkcja nowych seriali w ramach franczyzy rozpoczęła się po jedenastoletniej przerwie. Były one  emitowane przez stacje: The WB (2002–2008), Cartoon Network (2010–2016) i Boomerang (od 2017 roku). Premiera czternastego i dotychczas ostatniego serialu o Scoobym Doo, Scooby Doo i… zgadnij kto?, odbyła się w 2019 roku.
Od 1979 roku produkowane są także filmy, wchodzące w skład franczyzy. Pięć pierwszych z nich powstało w latach 1979–1994 dla telewizji, a od 1998 kolejne filmy są wydawane w formacie direct-to-video. W latach 2002 i 2004 odbyły się premiery kinowych filmów aktorskich o Scoobym Doo, dystrybuowanych przez Warner Bros. Kolejne trzy filmy aktorskie (dwa telewizyjne i jeden direct-to-video) zostały wydane w latach 2009–2018, a w 2020 roku do kin trafił film animowany Scooby-Doo! Franczyza Scooby Doo obejmuje także komiksy, gry wideo i spektakle teatralne.

## Historia

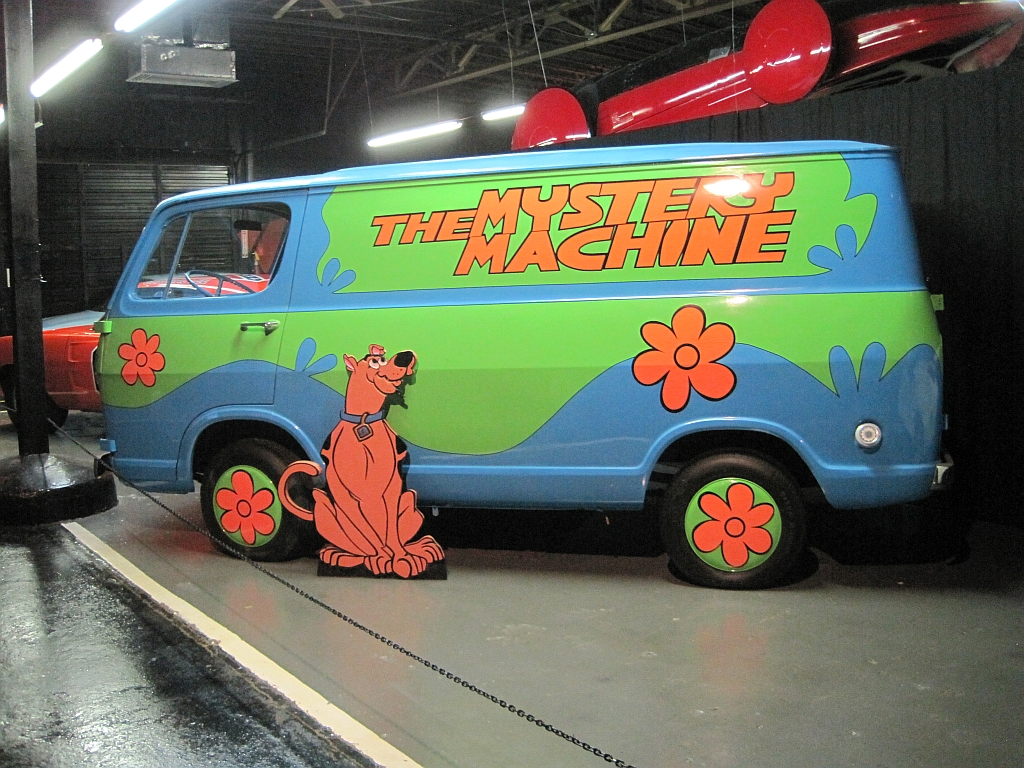
Wehikuł Tajemnic

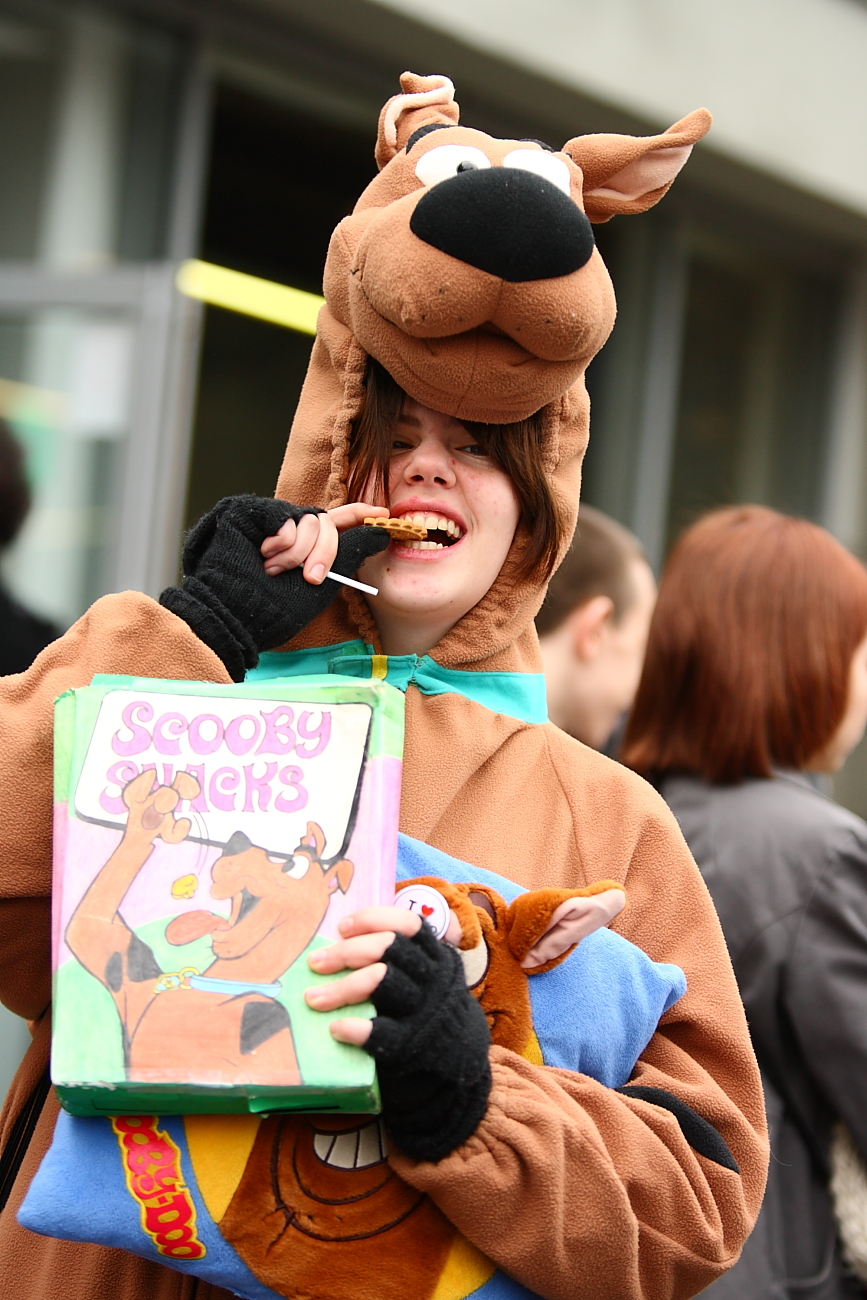
Przebranie Scooby’ego Doo

### Geneza i powstanie
W 1968 roku organizacja konsumencka Action for Children’s Television (ACT) rozpoczęła protest wobec kreskówek emitowanych w sobotnie poranki, które oceniła jako przedstawiające nadmierną przemoc. Wskutek protestu zostały anulowane trzy seriale studia Hanna-Barbera: Kosmiczny Duch, The Herculoids oraz Birdman i Trio z galaktyki. Tymczasem stacja CBS emitowała kreskówkę The Archie Show o zespole muzycznym. Fred Silverman, dyrektor pasma dziennego CBS, zachęcony sukcesem serialu, poprosił Williama Hannę i Josepha Barberę o stworzenie innej kreskówki o zespole muzycznym, który między koncertami rozwiązywałby zagadki kryminalne. Sprecyzował, że ma na myśli mieszaninę elementów z The Archie Show, słuchowiska radiowego I Love a Mystery i sitcomu The Many Loves of Dobie Gillis.
Barbera zatytułował serial House of Mystery oraz zlecił stworzenie go producentom Joemu Ruby’emu i Kenowi Spearsowi, a także animatorowi Iwao Takamoto. Ci zmienili tytuł na Mysteries Five oraz rozwinęli koncepcję głównych bohaterów – zespołu The Mysteries Five, w skład którego wchodziłaby piątka przyjaciół: Geoff, Mike, Kelly, Linda, jej brat W.W. oraz grający na bongosach pies Too Much. The Mysteries Five mieli rozwiązywać zagadki z udziałem duchów, zombie i innych nadprzyrodzonych stworzeń. Początkowo Too Much miał być owczarkiem staroangielskim. Silverman odrzucił pomysł, więc Barbera zadecydował, że pies będzie dogiem niemieckim. Takamoto stworzył projekt psa ze zbyt pochylonymi nogami, podwójnym podbródkiem i pochylonym tyłem.
Po kolejnym przedstawieniu pomysłów Silvermanowi Ruby i Spears podjęli decyzję o zmniejszeniu liczby bohaterów ludzi z pięciu do czterech (zrezygnowano z Mike’a). Ich osobowości zostały zmienione na wzór głównych bohaterów The Many Loves of Dobie Gillis. Geoff zmienił imię na Ronnie, a potem na Fred, Kelly na Daphne, Linda na Velma, a W.W. na Kudłaty. Silverman ostatecznie zaakceptował projekt, ale zmienił jego tytuł na Who’s S-S-Scared?. Ostatecznie szef CBS, Frank Stanton, odrzucił serial po prezentacji pomysłów na zbliżający się sezon 1969–1970 w telewizji, argumentując, że jest zbyt straszny dla dzieci. Silverman, Ruby i Spears postanowili uczynić serial bardziej komediowym, ponadto porzucili pomysł, że bohaterowie będą tworzyć zespół muzyczny. Gdy Silverman leciał samolotem na kolejne spotkanie z przedstawicielami stacji, usłyszał piosenkę „Strangers in the Night” Franka Sinatry. Zainspirowany jego śpiewem „doo-be-doo-be-doo”, zmienił imię psa na Scooby Doo. Ostatecznie przedstawiciele CBS zaakceptowali serial, zatytułowany Scooby Doo, gdzie jesteś?.

### Lata 1969–1979
13 września 1969 roku CBS wyemitował pierwszy odcinek Scooby Doo, gdzie jesteś?, zatytułowany „Noc w muzeum”. Obsadę dubbingową serialu tworzyli: Don Messick jako Scooby Doo, Casey Kasem jako Kudłaty, Frank Welker jako Fred, Indira Stefanianna jako Daphne i Nicole Jaffe jako Velma. Sposób mówienia Scooby’ego został wykształcony na wzór psa Astro z kreskówki Jetsonowie, któremu głosu również użyczał Messick. David Mook i Ben Raleigh napisali piosenkę do czołówki, którą zaśpiewał Larry Marks. Każdy odcinek został napisany według stałego schematu. Na początku bohaterowie przyjeżdżają na miejsce akcji Wehikułem Tajemnic – vanem, pokolorowanym psychodelicznymi kolorami w stylu Flower Power. Gdy okazuje się, że okolica jest terroryzowana przez ducha, potwora lub inne zjawiska nadprzyrodzone, Tajemnicza Spółka postanawia rozwiązać zagadkę. W tym celu przyjaciele poznają podejrzanych i zbierają poszlaki, by w końcu złapać potwora w pułapkę, najczęściej zaprojektowaną przez Freda. Okazuje się, że za potwora przebrany jest któryś z podejrzanych. Winowajca zostaje aresztowany, uprzednio mówiąc: „Wszystko by mi się udało, gdyby nie wy, wścibskie dzieciaki”.
Serial był emitowany w sobotnie poranki, w tym samym czasie, co kreskówka The Hardy Boys na ABC. Według statystyk firmy Nielsen Media Research, 65% telewizyjnej widowni w tym czasie antenowym oglądała Scooby Doo, gdzie jesteś?. Sukces serialu poskutkował przedłużeniem go na drugi sezon, emitowany jesienią 1970 roku. W związku z porzuceniem aktorstwa przez Stefaniannę, rolę Daphne przejęła Heather North. Piosenka w czołówce została nagrana na nowo, z wokalem Austina Robertsa. W scenach ucieczki przed potworem wykorzystano piosenki w stylu bubblegum pop, napisane na potrzeby serialu przez Danny’ego Janssena i Robertsa, również śpiewane przez drugiego z nich. Sukces Scooby’ego Doo zaowocował powstaniem kreskówek, w których ludzie i ich zwierzę lub maskotka rozwiązują zagadki kryminalne. Były to chociażby Josie i Kociaki (w 1970), The Funky Phantom (w 1971) czy The Amazing Chan and the Chan Clan (w 1972).
Jesienią 1972 roku, czyli po prawie dwóch latach od ostatniego odcinka Scooby Doo, gdzie jesteś?, CBS rozpoczął emisję jego kontynuacji, zatytułowanej Nowy Scooby Doo. Choć schemat fabuły pozostał taki sam, zmianom uległa forma. Odcinki wydłużono z około 20- do około 40-minutowych. W każdym odcinku pojawiali się goście specjalni – bohaterowie innych seriali, filmów bądź komiksów (na przykład rodzina Addamsów, Batman i Robin czy Josie i Kociaki) oraz znane osoby, dubbingowane przez siebie samych (na przykład Sonny & Cher, Don Knotts i Dick Van Dyke). Hoyt Curtin napisał nową piosenkę do czołówki. CBS wyemitował dwa sezony Nowego Scooby’ego Doo, po czym do 1976 roku puszczał powtórki Scooby Doo, gdzie jesteś?.
W 1975 roku Fred Silverman przeniósł się ze stacji CBS do konkurencyjnej ABC, obejmując pozycję prezesa. Zlecił studiu Hanna-Barbera produkcję nowych odcinków o Scoobym Doo. Jesienią 1976 roku w sobotnie poranki ABC emitował godzinny blok programowy The Scooby-Doo/Dynomutt Hour. Pierwsze pół godziny bloku stanowił odcinek ze Scoobym Doo w roli głównej, zaś drugie – z psem Dynomuttem. Po dwóch miesiącach blok wydłużono do półtorej godziny i zmieniono jego nazwę na Scooby-Doo/Dynomutt Show. W trzecie pół godziny transmitowana była powtórka Scooby Doo, gdzie jesteś?. Dodatkowo Tajemnicza Spółka wystąpiła gościnnie w trzech odcinkach poświęconych Dynomuttowi. Od 1976 roku Pat Stevens przejęła rolę Velmy.
Jesienią 1977 roku ABC emitował w sobotnie poranki dwugodzinny blok programowy Scooby’s All-Star Laff-A-Lympics. Emitowane w nim były kolejno: Kapitan Grotman i Aniołkolatki, Scooby Doo i drużyna gwiazd, nowy odcinek ze Scoobym w roli głównej (później zastąpiony przez powtórkę pewnego odcinka z zeszłego roku), powtórka Scooby Doo, gdzie jesteś? i The Blue Falcon & Dynomutt. Scooby Doo i drużyna gwiazd był crossoverem z udziałem 45 postaci z kreskówek studia Hanna-Barbera, zrealizowanym w formie parodii igrzysk olimpijskich i programu Battle of the Network Stars. W każdym odcinku trzy drużyny rywalizowały między sobą o złoty, srebrny i brązowy medal. Jedną z drużyn była The Scooby Doobies, dowodzona przez Scooby’ego. W jej skład wchodzili między innymi Kudłaty i wprowadzony w kilku odcinkach poświęconym Scooby’emu jego kuzyn, Scooby Dum. W Scoobym Doo i drużynie gwiazd nie pojawili się Fred, Daphne i Velma.
Jesienią 1978 w sobotnie poranki na ABC pojawił się półtoragodzinny blok Scooby’s All-Stars. Składy się na niego kolejno: dwa odcinki Kapitana Grotmana i Aniołkolatek, odcinek drugiego sezonu Scooby’ego Doo i drużyny gwiazd oraz odcinek poświęcony Scooby’emu. Nowe odcinki skupione wokół Scooby’ego emitowano pod tytułem Scooby Doo, gdzie jesteś? (na późniejszych wydaniach DVD odcinki te traktowane są jako trzeci sezon oryginalnego serialu z 1969 roku). Odcinki z trzech sezonów (z lat 1976–1978) zostały w emisjach powtórkowych połączone w jednolity serial, zatytułowany po prostu Scooby Doo. Odcinki o Dynomutcie złączono w powtórkach w kreskówkę Dynomutt, Dog Wonder.
W 1979 roku ABC podjęło decyzję o wprowadzeniu do Tajemniczej Spółki nowego członka, co miało na celu podniesienie słabnącej oglądalności seriali o Scoobym Doo. Joseph Barbera i Mark Evanier stworzyli postać niskiego siostrzeńca Scooby’ego, Scrappy’ego Doo, a Lennie Weinrib otrzymał angaż do jego dubbingu. Kolejny serial z franczyzy, Scooby i Scrappy Doo, pojawił się w ABC jesienią 1979 roku. Pomiędzy jego odcinkami ABC wyemitował specjalny godzinny film Scooby Doo podbija Hollywood, w którym Scooby jest telewizyjną gwiazdą sobotnich poranków, ale pragnie zyskać swoje show w wieczornym paśmie. Tymczasem na kilka ostatnich odcinków Scooby’ego i Scrappy’ego Doo nastąpiła zmiana w obsadzie – Marla Frumkin przejęła rolę Velmy. Wprowadzenie Scrappy’ego wpłynęło na wzrost oglądalności, równocześnie skupiając większą uwagę na bohaterach psach, co poskutkowało w przyszłości zmniejszeniem roli postaci ludzi.

### Lata 1980–1989
W 1980 roku ABC podjęło kolejne kroki, mające na celu „odświeżenie” formatu. Jesienią rozpoczęła się emisja nowego serialu, również zatytułowanego Scooby i Scrappy Doo. Nie pojawili się w nim Fred, Daphne i Velma, tym samym Tajemnicza Spółka została ograniczona do Scooby’ego, Scrappy’ego i Kudłatego. Tym razem potwory były prawdziwe, to znaczy nie przebierali się za nie złoczyńcy. Każdy odcinek składał się z trzech odrębnych, siedmiominutowych segmentów. Ze względu na brak porozumienia w sprawie gaży Weinriba, dubbingujący nieprzerwanie Scooby’ego Don Messick otrzymał dodatkowo rolę Scrappy’ego. Pierwsze dwa sezony z lat 1980–1981 emitowano w bloku The Richie Rich/Scooby-Doo Show, wraz z serialem Richie Rich. Trzeci sezon z 1982 roku był z kolei częścią bloku The Scooby & Scrappy-Doo/Puppy Hour, wraz z The Puppy’s Further Adventures. W trzecim sezonie trzeci segment każdego odcinka emitowano pod tytułem Scrappy i Yabba Doo, a jego bohaterami byli Scrappy Doo i brat Scooby’ego, Yabba Doo, dubbingowany przez Dona Messicka (w tych segmentach nie pojawiali się Scooby i Kudłaty).
W 1980 roku ABC rozpoczęło powtórki wszystkich wcześniejszych seriali o Scoobym w różnych blokach programowych (Scooby-Doo Classics, Scary Scooby Funnies, The Best of Scooby-Doo i Scooby’s Mystery Funhouse), obecnych na antenie do 1986 roku. Tymczasem w 1983 roku Scooby i Scrappy Doo został zastąpiony kolejnym serialem, zatytułowanym Nowy Scooby i Scrappy Doo. Trzyosobowa Tajemnicza Spółka została powiększona o Daphne, odcinki w większości dzieliły się na dwa 11-minutowe segmenty, a potwory znów były przebranymi złoczyńcami. Bohaterowie działali pod przykrywką jako reporterzy młodzieżowej gazety. W 1984 foku pojawił się drugi sezon, na potrzeby którego zmieniono tytuł na Nowe przygody Scooby’ego. Fred i Velma pojawili się gościnnie w kilku jego odcinkach.
Kolejną odsłoną franczyzy był serial 13 demonów Scooby Doo z 1985 roku. Niczym miniserial, stanowi on zamkniętą całość, a odcinki są połączone fabularnie. W pierwszym z nich Scooby przypadkowo otwiera w Himalajach kufer z trzynastoma najpotężniejszymi demonami na Ziemi. W pozostałych odcinkach bohater wraz ze Scrappym, Kudłatym, Daphne oraz nową postacią, Flim Flamem (dubbingowanym przez Susan Blu), wyruszają w podróż po świecie, by znaleźć wszystkie demony i umieścić je ponownie w kufrze. Współpracuje z nimi czarodziej Vincent Van Ghoul, stworzony na wzór Vincenta Price’a i dubbingowany przez niego.
Scooby Doo był nieobecny na antenie ABC przez półtora roku. W latach 1987–1988 w różnych stacjach telewizyjnych została wyemitowana seria Hanna-Barbera Superstars 10, obejmująca dziesięć pełnometrażowych filmów animowanych na podstawie kreskówek studia Hanna-Barbera. Trzy z nich skupiały się na Scoobym, Scrappym i Kudłatym: Scooby Doo i bracia Boo, Scooby Doo: Szkoła upiorów i Scooby-Doo i oporny wilkołak. Przebrani złoczyńcy ponownie zostali w nich zastąpieni przez rzeczywiste potwory.
Jesienią 1988 roku na ABC zadebiutował serial Szczeniak zwany Scooby Doo, zrealizowany w formie prequela wobec wcześniejszych odsłon. Kilkuletni członkowie Tajemniczej Spółki, uczęszczający do szkoły podstawowej, rozwiązują zagadki na terenie miasta Coolsville, które zamieszkują. W kreskówce nie pojawia się Scrappy Doo, z kolei Fred i Velma znów są głównymi postaciami. Tym samym Tajemnicza Spółka po dziesięciu latach powróciła do pierwotnego, pięcioosobowego składu. Don Messick i Casey Kasem wciąż dubbingowali Scooby’ego i Kudłatego, z kolei w role młodszych Freda, Daphne i Velmy wcielili się kolejno: Carl Steven, Kellie Martin i Christina Lange.

### Lata 1990–1999
Emisja Szczeniaka zwanego Scooby Doo zakończyła się w 1991 roku po czterech sezonach. Był to ostatni związany ze Scoobym program wyemitowany premierowo przez ABC. W tym samym roku studio Hanna-Barbera zostało wykupione przez spółkę Turner Broadcasting, co zaowocowało emisją powtórek programów o Scoobym w należących do niej stacjach: TBS, TNT oraz skierowanej do dzieci Cartoon Network. Pierwszym serialem z franczyzy, który pojawił się w Cartoon Network, był Szczeniak zwany Scooby Doo w 1993 roku. W 1994 roku TBS wyemitował premierowo film pełnometrażowy Scooby Doo i baśnie z tysiąca i jednej nocy ze Scoobym i Kudłatym jako głównymi postaciami. Wraz z wygaśnięciem praw TBS i TNT do uniwersum Scooby’ego, od 1998 roku wyłączność na nie zyskał Cartoon Network, a od 2000 roku dodatkowo nowo utworzona siostrzana stacja dla dzieci, Boomerang.
Cartoon Network przywrócił Scooby’emu Doo dawną popularność, co poskutkowało wznowieniem produkcji poświęconych mu programów. Jako że w 1996 roku Time Warner połączył się z Turner Broadcasting, tworzeniem nowych odsłon uniwersum Scooby Doo zajęły się wspólnie studia Hanna-Barbera i Warner Bros. Animation. W latach 1999–2000 ukazały się cztery filmy: Scooby Doo na Wyspie Zombie, Scooby Doo i duch czarownicy, Scooby Doo i najeźdźcy z kosmosu oraz Scooby Doo i cyberpościg, które zaprezentowały mroczniejszy, bardziej horrorowy styl. Wrogami Tajemniczej Spółki znów byli nie przebrani złoczyńcy, ale siły nadprzyrodzone. Z głównej obsady powrócił jedynie Frank Welker, wcielający się we Freda. Don Messick zmarł w 1997 roku, z kolei Casey Kasem, zwolennik weganizmu, stracił zainteresowanie rolą Kudłatego po użyczeniu mu głosu do reklamy restauracji Burger King w 1995 roku. Rolę Scooby’ego przejął Scott Innes, zaś Kudłatego Billy West. B.J. Ward otrzymała angaż jako Velma, zaś Mary Kay Bergman jako Daphne. Już po pierwszym z tych filmów Innes, wciąż dubbingujący Scooby’ego, przejął od Westa także rolę Kudłatego.

### Lata 2000–2009
Po śmierci Mary Kay Bergman w 1999 roku rolę Daphne, począwszy od Scooby Doo i cyberpościgu (2000), przejęła Grey DeLisle. Ten sam film był ostatnim wyprodukowanym przez studio Hanna-Barbera. Po śmierci Williama Hanny w 2001 roku wytwórnia została wchłonięta przez Warner Bros. Animation, który od tej pory jest jedynym producentem programów o Scoobym.
W czerwcu 2002 roku na ekrany kin wszedł pełnometrażowy film aktorski Scooby-Doo, wyprodukowany przez Warner Bros. Była to pierwsza kinowa odsłona Scooby’ego i pierwszy poświęcony mu program nieanimowany. Film został wyreżyserowany przez Raję Gosnella, a w główne role wcielili się: Freddie Prinze Jr. jako Fred, Sarah Michelle Gellar jako Daphne, Linda Cardellini jako Velma i Matthew Lillard jako Kudłaty. W rolach drugoplanowych wystąpili Rowan Atkinson i Isla Fisher, zaś wygenerowanemu w CGI Scooby’emu głosu użyczył Neil Fanning. Film przedstawia rozpad Tajemniczej Spółki, a następnie jej ponowne spotkanie na Wyspie Strachów. Jej właściciel, Emile Mondavarious (Atkinson), zaprasza całą piątkę (nie informując ich, że zaprosił także pozostałych), by zbadali serię paranormalnych zdarzeń. W filmie pojawia się dubbingowany przez Scotta Innesa Scrappy Doo, pełniący funkcję czarnego charakteru. Mimo słabych recenzji, film odniósł sukces komercyjny, przynosząc 275 miliony dolarów amerykańskich dochodu. W 2017 roku scenarzysta James Gunn zdradził, że film został nakręcony z myślą o dorosłych widzach, jednak pod naciskiem Warner Bros. dokonano ponownego montażu w celu uczynienia go produkcją familijną oraz ocenzurowano za pomocą CGI dekolty Daphne i Velmy.
Na fali sukcesu filmów i powtórek na Cartoon Network, w 2002 roku Warner Bros. Animation rozpoczął produkcję pierwszego od jedenastu lat serialu z franczyzy. Co nowego u Scooby’ego? zadebiutował we wrześniu tego samego roku w bloku programowym Kids’ WB stacji The WB i trwał trzy sezony. Jego pierwotna emisja w The WB zakończyła się w 2005 roku, dodatkowo ostatni odcinek został premierowo wydany na DVD w 2006 roku. Serial został zrealizowany zgodnie z formułą Scooby Doo, gdzie jesteś?, choć fabuła jest osadzona w XXI wieku. Frank Welker, który od 1969 roku dubbingował Freda, przejął także rolę Scooby’ego. W zamian za uczynienie Kudłatego wegetarianinem Casey Kasem zgodził się ponownie użyczać mu głosu, z kolei Mindy Cohn została obsadzona jako Velma.
Od 2003 roku Warner Bros. Animation wznowił produkcję filmów animowanych direct-to-video poświęconych Tajemniczej Spółce, tworzonych równolegle do seriali. Od tego roku ukazuje się co najmniej jeden film rocznie. W dwóch pierwszych, Scooby Doo i legenda wampira oraz Scooby Doo i meksykański potwór, w role Daphne i Velmy wcieliły się kolejno Heather North i Nicole Jaffe, które dubbingowały je wiele lat wcześniej (North do 1985, a Jaffe do 1973 roku). Od kolejnych filmów do obsady powróciły wciąż pracujące nad Co nowego u Scooby’ego? Grey DeLisle i Mindy Cohn.
W marcu 2004 roku na ekrany kin trafił drugi film aktorski z franczyzy, Scooby-Doo 2: Potwory na gigancie. Jego akcja rozgrywa się w Coolsville, gdzie zostaje otwarte Muzeum Kryminologii ze strojami potworów zdemaskowanych w przeszłości przez Tajemniczą Spółkę (pochodzących z pierwszych seriali). Gdy Zamaskowany Człowiek porywa przebrania i je ożywia, mieszkańcy miasta wierzą, że winnymi jest sama Tajemnicza Spółka. Raja Gosnell ponownie wyreżyserował film, a do obsady powróciła cała główna piątka ze Scooby Doo sprzed dwóch lat. Ponownie jak w przypadku poprzedniego filmu, recenzje były głównie negatywne, ponadto film przyniósł mniejszy dochód (181 milionów dolarów).
Kolejny serial z uniwersum, składający się z dwóch sezonów Kudłaty i Scooby Doo na tropie, był emitowany w latach 2006–2008 w bloku Kids’ WB, przeniesionym do stacji The CW. Postacie zostały w nim narysowane w zupełnie nowy sposób. Kudłaty i Scooby pozostali głównymi bohaterami, a Fred, Daphne i Velma pojawili się tylko gościnnie w dwóch odcinkach. Akcja rozgrywa się w wyposażonej w nowoczesną technologię domu, który Kudłaty otrzymał w spadku po zaginionym wuju Albercie. Docent Phibes usiłuje przejąć technologię, przed czym powstrzymują go Kudłaty i Scooby. Scott Menville przejął w serialu rolę Kudłatego, choć Casey Kasem pozostał w obsadzie jako Albert, ponadto wciąż dubbingował Kudłatego w filmach. Kudłaty i Scooby Doo na tropie był ostatnim serialem, nad którym pracował Joseph Barbera przed śmiercią w 2006 roku.
13 września 2009 roku, w 40. rocznicę pierwszego odcinka Scooby Doo, gdzie jesteś?, Cartoon Network wyemitował premierowo film aktorski Scooby-Doo: Strachy i patałachy. Tajemnicza Spółka usiłuje w nim wyjaśnić zagadkę duchów, straszących w ich liceum. W główne role wcielili się: Robbie Amell jako Fred, Kate Melton jako Daphne, Hayley Kiyoko jako Velma i Nick Palatas jako Kudłaty, a Frank Welker użyczył głosu Scooby’emu.

### Lata 2010–2019
W 2010 roku Matthew Lillard przejął od Caseya Kasema rolę Kudłatego (wcześniej wcielił się w niego w obu filmach kinowych). W tym samym roku na Cartoon Network zadebiutowała kreskówka Scooby Doo i Brygada Detektywów, w której fabuła ponownie skupia się na pięcioosobowej Tajemniczej Spółce, zamieszkującej rodzinny Kryształowy Zdrój. Bohaterowie rozwiązują zagadki związane z duchami, a równolegle badają sprawę zaginionej przed laty Brygady Detektywów. Postacie ponownie zostały narysowane w nowy sposób, ponadto zmianie uległy ich charaktery i relacje – Daphne jest zakochana we Fredzie, a Velma i Kudłaty potajemnie się spotykają. Serial zakończył się w 2013 roku po dwóch sezonach. Casey Kasem wystąpił w nim gościnnie w kilku odcinkach jako ojciec Kudłatego i była to jego ostatnia rola w uniwersum Scooby’ego przed śmiercią w 2014 roku.
W październiku 2010 roku Cartoon Network wyemitował kolejny film aktorski, Scooby-Doo: Klątwa potwora z głębin jeziora. Ponownie wystąpiła w nim cała główna obsada z filmu sprzed roku. W latach 2012–2015 poza filmami pełnometrażowymi Warner Bros. Animations wyprodukował też kilka filmów krótkometrażowych, wydawanych na DVD w zestawach ze starszymi odcinkami. W 2013 roku został wydany film Scooby-Doo! Wyprawa po mapę skarbów, zrealizowany przy pomocy kukieł. W latach 2015–2018 emitowany był kolejny serial animowany, Wyluzuj, Scooby Doo!, który formą powrócił do pierwotnej formuły ze Scooby Doo, gdzie jesteś?, równocześnie po raz kolejny prezentując nowy sposób rysowania głównych postaci. Część odcinków została premierowo wyemitowana przez Cartoon Network, część przez Boomerang, a część zadebiutowała w serwisie VoD Boomerangu. Kate Micucci przejęła począwszy od niego rolę Velmy.
W latach 2015–2017 powstały trzy filmy direct-to-video o Tajemniczej Spółce, zrealizowane przy użyciu klocków Lego. W 2018 roku ukazał się piąty film aktorski osadzony w uniwersum, Daphne i Velma, skupiony tylko na tych dwóch bohaterkach. Po premierze na festiwalu został wydany w formacie direct-to-video. W 2019 roku produkcje dotyczące Scooby’ego nawiązywały do starszych odsłon. W lutym ukazał się film Scooby-Doo! i klątwa trzynastego ducha, zrealizowany jako kontynuacja serialu 13 demonów Scooby Doo (1985). W czerwcu w serwisie VOD Boomerangu zadebiutował kolejny serial animowany, Scooby Doo i… zgadnij kto?, w którym – na wzór Nowego Scooby Doo – występują gościnnie postacie z innych tekstów kultury oraz znane osoby, dubbingowane przez siebie samych. W lipcu z kolei odbyła się premiera filmu Scooby-Doo! Powrót na Wyspę Zombie – kontynuacji Scooby Doo na Wyspie Zombie (1998).

### Od roku 2020
W 2020 roku odbyła się premiera filmu animowanego Scooby-Doo! w reżyserii Tony’ego Cervone’ego. Został on stworzony z myślą o dystrybucji kinowej, jednak ze względu na pandemię COVID-19 ukazał się w Stanach Zjednoczonych w usługach wideo na życzenie. W niektórych krajach, między innymi Polsce, był jednak emitowany w kinach. Głównym postaciom głosów użyczyli: Frank Welker jako Scooby Doo, Zac Efron jako Fred, Gina Rodriguez jako Velma, Will Forte jako Kudłaty i Amanda Seyfried jako Daphne. W filmie pojawiły się też postacie z innych seriali Hanny-Barbery, z którymi przed laty Scooby Doo był emitowany w blokach programowych: Dynomutt, Dog Wonder oraz Kapitan Grotman i Aniołkolatki. Bohaterowie połączyli siły przeciwko głównemu antagoniście, Dickowi Dastardly’emu z Odlotowych wyścigów oraz Dastardly’ego i Muttleya.
W 2021 roku platforma HBO Max przejęła od Boomerangu pierwszeństwo dystrybucji nowych odcinków Scooby Doo i… zgadnij kto?. W październiku 2021 na antenie The CW odbyła się premiera programu specjalnego Scooby-Doo, Where Are You Now!, przedstawiającego fikcyjne spotkanie głównych bohaterów w celu wspominania rozwiązywanych zagadek. Został on zrealizowany poprzez połączenie filmu aktorskiego i animacji. Platforma HBO Max zapowiedziała na 2022 premierę specjalnego bożonarodzeniowego filmu Scoob!: Holiday Haunt, realizowanego jako prequel Scooby-Doo! z 2020. W sierpniu 2022, gdy film był w 95% ukończony, zarząd Warner Bros. Discovery podjął decyzję o anulowaniu planu jego wydania. W styczniu 2023 odbyła się premiera wyprodukowanego dla HBO Max serialu animowanego dla dorosłych pod tytułem Velma, skupiającego się na postaci Velmy, której głosu użycza Mindy Kaling. Postaciami drugoplanowymi są Daphne, Fred i Norville (nieużywający pseudonimu Kudłaty), a Scooby Doo nie występuje w serialu.
W 2024 został zapowiedziany produkowany dla Cartoon Network serial animowany Go-Go Mystery Machine z udziałem Scooby’ego i Kudłatego, którego akcja będzie się odbywać w Japonii

## Postacie drugoplanowe
- Yabba Doo – postać z serialu Scooby i Scrappy Doo z sezonu trzeciego, kuzyn Scooby’ego. Biały w czarne łatki. Ma sterczącą sierść, czerwoną apaszkę i brązowy kapelusz szeryfa. Jego powiedzonkiem jest Yippity-Yabbity-Doo, ponieważ Yabba-Dabba-Doo zostało wcześniej zajęte przez Freda Flintstona.
- Vincent Van Ghoul – czarodziej z serialu 13 demonów Scooby Doo. Jest przyjacielem Flim-Flama i pomaga piątce przyjaciół w rozwiązaniu zagadek. Nie rozstaje się ze swoją czarodziejską kulą. W Scooby Doo i Brygada Detektywów jest aktorem, a Scooby i Kudłaty oglądają horrory z jego udziałem.
- Scooby Dum – kuzyn Scooby’ego występujący czasami w serialu Scooby Doo. Biały w czarne łatki. Nosi czerwoną obrożę i czerwoną czapkę. W przeciwieństwie do kuzyna, marzy o tym, by zostać detektywem.
- Flim-Flam – nastolatek, bohater z serialu 13 demonów Scooby Doo. Pomagał Scooby’emu, Kudłatemu, Daphne i Scrappy’emu złapać demony. Flim-Flam kradł i handlował skradzionymi rzeczami.
- Scooby Dee – kuzynka, a zarazem obiekt westchnień Scooby’ego i Scooby-Duma. Gwiazda filmowa, zdobywczyni Oscara. Wystąpiła w serialu Scooby Doo (odc. O upiorze, który grał w horrorze).
- Scrappy Doo – siostrzeniec Scooby’ego wielkości decymetra, który jest, na nieszczęście, o stokroć od niego śmielszy. Chcąc zgrywać bohatera ciągle chce się bić z potworem z danej części odcinka mówiąc „No, chodź tu do mnie!!”, lub próbuje go zwalczyć bądź zastawić pułapkę mówiąc „Puppy Power!” (dosł. „Szczenięca moc!”) według dubbingu na TV4 oznaczające „Super Szczeniak!”.
- Mama i Tata Doo – rodzice Scooby’ego. Wystąpili w serialach: Nowy Scooby i Scrappy Doo oraz Szczeniak zwany Scooby Doo.
- Ruby Doo – siostra Scooby’ego, matka Scrappy’ego. Wystąpiła w serialach: Scooby i Scrappy Doo oraz Szczeniak zwany Scooby Doo.
- Skippy Doo – rodzice Scooby’ego. Wystąpił w serialu Szczeniak zwany Scooby Doo.
- Howdy Doo – rodzice Scooby’ego. Wystąpił w serialu Szczeniak zwany Scooby Doo.
- Dooby Doo – kuzyn Scooby’ego, wystąpił w serialu Nowy Scooby i Scrappy Doo (odc. Wiele hałasu o Dooby Doo). Piosenkarz mieszkający w Nowym Jorku. Jako jeden z nielicznych członków rodziny Doo, ma włosy. Sierść ma kolorystycznie identyczną do Scooby’ego. Ubrany jest w niebieską kamizelkę i czarny pas, na szyi nosi drogą, diamentowę obrożę. Jest miły, ale troszeczkę fajtłapowaty. Postać Dooby’ego nawiązuje do Elvisa Presleya.
- Dixie Doo – kuzynka Scooby’ego. Wystąpiła w serialu Nowy Scooby i Scrappy Doo (odc. Łódź Scooby). Ma włosy spięte w kucyk.
- Hex Girls (pl. Eko-wiedźmy, Czarownice lub Czaderki z trumienki) – zespół rockowy składający się z trzech dziewczyn: Dusk, Luny i Thorn. Tajemnicza Spółka spotyka je po raz pierwszy w filmie Scooby Doo i duch czarownicy, gdzie grają koncert w swoim rodzinnym mieście, Oakhaven. Pojawiły się także w filmie Scooby Doo i legenda wampira jako uczestniczki festiwalu rockowego, w jednym odcinku serialu Co nowego u Scooby’ego?, w którym to kręciły teledysk w starym zamku w Transylwanii oraz w kilku odcinkach serialu Scooby Doo i Brygada Detektywów.
- Angela Dynamit – DJ-ka radiowa z, przyjaciółka Tajemniczej Spółki. Później okazało się, że jej prawdziwe imię to Cassidy Williams i należała ona niegdyś do poprzedniej brygady detektywów.
- Szeryf Bronson Stone – szeryf w serialu Scooby Doo i Brygada Detektywów. Nie lubi, gdy brygada rozwiązuje zagadki, bo uważa, że to on powinien łapać przestępców. Jest z wzajemnością zakochany w burmistrz Janet Nettles.
- Janet Nettles – burmistrz w serialu Scooby Doo i Brygada Detektywów. Jest z wzajemnością zakochana w szeryfie.

## Filmografia

### Seriale animowane
| Nr | Tytuł                                                                             | Pierwsza emisja | Stacja telewizyjna / platforma | Liczba odcinków |
| -- | --------------------------------------------------------------------------------- | --------------- | ------------------------------ | --------------- |
| 1  | Scooby Doo, gdzie jesteś?                                                         | 1969–1972       | CBS                            | 25              |
| 2  | Nowy Scooby Doo                                                                   | 1972–1973       | CBS                            | 24              |
| 3  | Scooby Doo                                                                        | 1976–1978       | ABC                            | 40              |
| 4  | Scooby i Scrappy Doo                                                              | 1979–1980       | ABC                            | 16              |
| 5  | Scooby i Scrappy Doo                                                              | 1980–1982       | ABC                            | 33              |
| 6  | Nowy Scooby i Scrappy Doo (sezon pierwszy) Nowe przygody Scooby’ego (sezon drugi) | 1983–1984       | ABC                            | 26              |
| 7  | 13 demonów Scooby Doo                                                             | 1985            | ABC                            | 13              |
| 8  | Szczeniak zwany Scooby Doo                                                        | 1988–1991       | ABC                            | 27              |
| 9  | Co nowego u Scooby’ego?                                                           | 2002–2006       | The WB                         | 42              |
| 10 | Kudłaty i Scooby Doo na tropie                                                    | 2006–2008       | The CW                         | 26              |
| 11 | Scooby Doo i Brygada Detektywów                                                   | 2010–2013       | Cartoon Network                | 52              |
| 12 | Wyluzuj, Scooby Doo!                                                              | 2015–2018       | Cartoon Network / Boomerang    | 52              |
| 13 | Scooby Doo i… zgadnij kto?                                                        | 2019–2021       | Boomerang / HBO Max            | 52              |
| 14 | Velma                                                                             | 2023–2024       | HBO Max / Max                  | 21              |

## Obsada
| Postać         | Oryginalny dubbing | Aktorzy w filmach aktorskich                                                                       | Polski dubbing |
| -------------- | --- | -------------------------------------------------------------------------------------------------- | --- |
| Scooby Doo     | Don Messick (1969–1994) Scott Innes (1998–2001) Neil Fanning (2002, 2004) Frank Welker (od 2002) | –                                                                                                  | Ryszard Olesiński Wiktor Zborowski (Polskie Nagrania) Jacek Jarosz (Polskie Nagrania) Jan Kulczycki (Polskie Nagrania)                           |
| Kudłaty Rogers | Casey Kasem (1969–1994, 2002–2009) Billy West (1998) Scott Innes (1999–2001) Scott Menville (2006–2008) Matthew Lillard (od 2010) Will Forte (Scooby-Doo!, 2020) Iain Armitage (Scooby-Doo!, 2020) Sam Richardson (Velma, 2023) | Matthew Lillard (2002, 2004) Cascy Beddow (2004) Nick Palatas (2009, 2010)                         | Jacek Bończyk Maciej Damięcki (Polskie Nagrania) Jacek Braciak (film aktorski 2004) Krzysztof Szczerbiński (filmy aktorskie 2009 i 2010)         |
| Fred Jones     | Frank Welker (od 1969) Carl Stevens (Szczeniak zwany Scooby Doo, 1988–1991) Jim Wise (2012) Zac Efron (Scooby-Doo!, 2020) Pierce Gagnon (Scooby-Doo!, 2020) Glenn Howerton (Velma, 2023) | Freddie Prinze Jr. (2002, 2004) Ryan Vrba (2004) Robbie Amell (2009, 2010)                         | Jacek Kopczyński Krzysztof Ibisz (Polskie Nagrania) Kacper Kuszewski (film aktorski 2004) Marcin Mroziński (filmy aktorskie 2009 i 2010)         |
| Daphne Blake   | Stefanianna Christopherson (1969–1970) Heather North (1970–1985) Kellie Martin (Szczeniak zwany Scooby Doo, 1988–1991) Mary Kay Bergman (1998–2000) Grey DeLisle (od 2001) Amanda Seyfried (Scooby-Doo!, 2020) Mckenna Grace (Scooby-Doo!, 2020) Constance Wu (Velma, 2023)                                                                 | Sarah Michelle Gellar (2002, 2004) Kate Melton (2009, 2010) Sarah Jeffery (2018)                   | Beata Jankowska-Tzimas Dorota Kawęcka (Polskie Nagrania) Agnieszka Fajlhauer (film aktorski 2004) Julia Kołakowska (filmy aktorskie 2009 i 2010) |
| Velma Dinkley  | Nicole Jaffe (1969–1974, 2003) Pat Stevens (1976–1979) Marla Frumkin (1979–1983) Christina Lange (Szczeniak zwany Scooby Doo, 1988–1991) B.J. Ward (1998–2001) Mindy Cohn (2002–2015) Stephanie D’Abruzzo (2013) Kate Micucci (od 2015) Gina Rodriguez (Scooby-Doo!, 2020) Ariana Greenblatt (Scooby-Doo!, 2020) Mindy Kaling (Velma, 2023) | Linda Cardellini (2002, 2004) Lauren Kennedy (2004) Hayley Kiyoko (2009, 2010) Sarah Gilman (2018) | Agata Gawrońska-Bauman Teresa Hering (Polskie Nagrania) Maria Peszek (film aktorski 2004) Agnieszka Mrozińska (filmy aktorskie 2009 i 2010)      |
| Scrappy Doo    | Lennie Weinrib (1979–1980) Don Messick (1980–1988) Scott Innes (2002) | –                                                                                                  | Cezary Kwieciński Mieczysław Morański (13 demonów Scooby Doo) Mieczysław Gajda (Polskie Nagrania)                                                |

## Media

### Czasopisma
Pierwszym polskim czasopismem związanym ze Scoobym było Scooby-Doo poznaje tajemnice świata! wydawane w latach 2004–2006 przez De Agostini. Od 2006 jest też wydawany Scooby-Doo Magazyn wydawnictwa Media Service Zawada.

### Komiksy i książki
Kilka wydawnictw w Polsce wydaje książki i komiksy o Scooby Doo. Nakładem wydawnictwa Media Service Zawada ukazują się serie Superkomiks Scooby-Doo (każdy tom zawiera kilka komiksów) oraz Scooby-Doo Czytamy razem ułatwiająca naukę czytania. Wydawnictwo Siedmioróg wydało książki z bajkami o Scoobym: Scooby-Doo: Skarbnica smakowitych opowieści, Nowe przygody Tajemniczej Spółki i Scooby-Doo Twój najlepszy przyjaciel. Od 2007 roku ukazują się serie książek Scooby-Doo Tajemnice, Scooby-Doo i Ty oraz malowanki. Lista książek:

#### Scooby-Doo: Tajemnice
Autor: James Gelsey
1. Scooby-Doo! i szaman (upiór: szaman)
2. Scooby-Doo! i fałszywa wróżka (upiór: wróżka)
3. Scooby-Doo! i nawiedzony zamek (upiór: duch Warda Montgomery’ego)
4. Scooby-Doo! i klątwa mściwej mumii (upiór: mumia)
5. Scooby-Doo! i śnieżny potwór (upiór: śnieżny potwór)
6. Scooby-Doo! i zatopiony statek (upiór: pirat)
7. Scooby-Doo! i klątwa wilkołaka (upiór: wilkołak)
8. Scooby-Doo! i wampir (upiór: wampir)
9. Scooby-Doo! i potwór z wesołego miasteczka (upiór: potwór z wesołego miasteczka)
10. Scooby-Doo! i przebojowy duch (upiór: przebojowy duch)
11. Scooby-Doo! i skarb Zombie (upiór: Zombie)
12. Scooby-Doo! i koszmarny mecz (upiór: duch sędziego)
13. Scooby-Doo! i upiorny generał (upiór: upiorny generał)
14. Scooby-Doo! i uciekający robot (upiór: robot)
15. Scooby-Doo! i Frankenstein (upiór: Frankenstein)
16. Scooby-Doo! i Mistrz w masce (upiór: sztukmistrz)
17. Scooby-Doo! i Potwór z Doliny Szczęścia (upiór: Potwór z Doliny Szczęścia)
18. Scooby-Doo! i szalony jaskiniowiec (upiór: jaskiniowiec)
19. Scooby-Doo! i szaleńcze rodeo (upiór: klaun)
20. Scooby-Doo! i upiór ze Sklepu z Zabawkami (upiór: lalka Calico Carly)
21. Scooby-Doo! i straszliwy goryl (upiór: biały goryl)
22. Scooby-Doo! i szalejący wiking (upiór: wiking)
23. Scooby-Doo! i upiorny Strach na wróble (upiór: Strach na wróble)

#### Scooby Doo i Ty
1. Tracej West: Na tropie Wielkiej Stopy (upiór: Wielka Stopa)
2. James Gelsey: Na tropie Potwora z Telewizora (upiór: Potwór z telewizora)
3. James Gelsey: Na tropie Świecącego Kosmity (upiór: kosmita)
4. Vicki Erwin: Na tropie Upiornego Psa (upiór: Upiorny Pies)
5. Jesse Leon McCann: Na tropie Zaginionego Drwala (upiór: drwal)
6. Jenny Markas: Na tropie Potwora z Ciasta (upiór: Potwór z ciasta)
7. Jenny Markas: Na tropie Podskakującego Lwa (upiór: lew)
8. James Gelsey: Na tropie Wędrującej Wiedźmy (upiór: wiedźma)
9. James Gelsey: Na tropie Purpurowego Rycerza (upiór: rycerz)
10. Jesse Leon McCann: Na tropie Naftowego demona (upiór: Demon z ropy naftowej)
11. Tracey West: Na tropie Upiornej Cindy (upiór: Opętana lalka)
12. Vicki Erwin: Na tropie Upiora z teatru (upiór: Upiór teatralny)
13. James Gelsey: Na tropie Doktora Jenkinsa i Pana Hyde’a (upiór: Upiór Hyde)
14. Jenny Markas: Na tropie Przerażającego pterodaktyla (upiór: Pterodaktyl)
15. Jenny Markas: Na tropie Henry’ego bez głowy (upiór: Henry bez głowy)
16. Jesse Leon McCann: Na tropie Leśnych upiorów (upiór: Leśne potwory)
17. James Gelsey: Na tropie Wściekłego aligatora (upiór: Aligator)
18. Jenny Markas: Na tropie Straszliwego mutanta (upiór: Mechaniczny pies)
19. Tracey West: Na tropie Ducha zapaśnika (upiór: Duch zapaśnika)
20. James Gelsey: Na tropie Potwora z Morskich wodorostów (upiór: Potwór z morskich wodorostów)
21. Vicki Erwin: Na tropie Pajęczej intrygi (upiór: Wielki pająk)

#### Inne artykuły związane z serialem
„Scooby Chrupki” (ang. Scooby Snacks) – ulubiony przysmak Kudłatego i Scooby’ego.

### Gry komputerowe
Polskie:
- Scooby Doo: Strachy na lachy
- Scooby Doo: Miasto duchów
- Scooby Doo: Piramidalna zagadka
- Scooby Doo: Muzealna draka z powodu robaka
- Scooby Doo: Terror kamiennego smoka
- Scooby Doo: Akcja! Kamera! Zamęt
- Scooby Doo 2: Potwory na gigancie (na podstawie filmu)
- Scooby Doo i pierwsze strachy
- Scooby Doo i nawiedzone bagno

Amerykańskie:
- Scooby-Doo
- Scooby-Doo Mystery
- Scooby Doo: Mystery of the Fun Park Phantom
- Scooby-Doo: Classic Creep Capers
- Scooby-Doo and the Cyber Chase
- Scooby-Doo! Night of 100 Frights
- Scooby-Doo! Mystery Mayhem
- Scooby-Doo! Unmasked
- Scooby-Doo! Mystery Adventures
- Scooby-Doo 2: Monsters Unleashed

### DVD
Na płytach DVD wydano w Polsce seriale Scooby Doo, gdzie jesteś?, Nowy Scooby Doo (jako Największe zagadki Scooby Doo), 13 demonów Scooby Doo (jako 13 duchów Scooby Doo) Szczeniak zwany Scooby Doo, Co nowego u Scooby’ego oraz Kudłaty i Scooby Doo na tropie, a także wszystkie filmy. Dystrybutorem został Warner Bros. Home Video/Galapagos.
Dawniej Polskie Nagrania wydawały na kasetach video Scooby’ego i Scrappy’ego Doo (wersje pierwszą) z własnym dubbingiem.